# Thomas Myhre
Thomas Myhre (Sarpsborg, 16 ottobre 1973) è un allenatore di calcio ed ex calciatore norvegese, di ruolo portiere.

## Carriera
Al suo attivo ha esperienze (in ordine cronologico) in: Tippeligaen, Superligaen, FA Premier League e Süper Lig. Il 1º luglio 2007 è tornato al Viking, squadra nelle cui file debuttò nel calcio professionistico.
Da tempo estremo difensore titolare della Norvegia, ha partecipato al campionato del mondo 1998 e al Campionato europeo 2000. L'11 marzo 2011 annunciò il ritiro dall'attività agonistica.

## Palmarès

### Giocatore

#### Individuale
- Portiere dell'anno del campionato norvegese: 1

1994